# Оганнисян, Оганес Ваагнович
Оганес Ваагнович Оганнисян (арм. Հովհաննես Վահագնի Հովհաննիսյան; род. 5 марта 1980, Ереван) — армянский историк, политик и управленец, доктор исторических наук, доцент. Депутат Национального собрания Армении (2018—2021). Ректор Ереванского государственного университета (2021—н. в.).

## Биография
Родился 5 марта 1980 года в Ереване. В 1996 году окончил колледж иностранных языков № 149 там же.
В 1996—2000 году обучался в бакалавриате богословского факультета Ереванского государственного университета (ЕГУ), в 2002—2002 годах — в магистратуре там же. Также в 2000—2002 году обучался в Школе управления Армении по квалификации «государственный служащий».
В 2000—2002 годах проходил стажировку в Министерстве иностранных дел Армении.
В 2002—2006 году проходил аспирантуру богословского факультета ЕГУ. В 2007 году защитил в Институте истории НАН РА диссертацию «Проблема благотворительности Армянской Апостольской церкви в 1901—1906 годах» и получил учёную степень кандидата исторических наук.
С 2003 года года преподаёт на кафедре истории и теории религии ЕГУ. В 2002 году получил учёное звание доцента. Читал лекции по общей церковной истории, истории православных церквей, истории религий, истории и методологии церковной науки, реформаторскому движению в Армянской апостольской церкви.
В 2006—2008 году преподавал в Гаварском государственном университете. В 2009—2011 годах преподавал в Ереванском государственном лингвистическом университете. В 2014—2021 годах преподавал в Американском университете Армении. Также преподавал в Ереванском государственном медицинском университете.
В 2014 году стал соучредителем исследовательского центра Институт публичной политики.
В 2018—2019 годах работал заместителем министра образования и науки Армении.
В 2018 году избран депутатом Национального собрания Армении (НС РА) VII созыва по общегосударственному избирательному списку от блока партий «Мой шаг». Входил во фракцию «Мой шаг». Являлся членом постоянной комиссии НС РА по вопросам науки, образования, культуры, диаспоры, молодёжи и спорта, с 2019 года — заместителем председателя. Срок депутатских полномочий вышел в 2021 году.
В 2020 году защитил диссертацию «Религиоведческий анализ раннехристианских конфессиональных споров (II половина II—I четверть V веков)» и получил учёную степень доктора исторических наук.
В 2021 году Совет попечителей ЕГУ избрал Оганнисяна ректором с 12 голосами «за», 5 «против» и 3 недействительными.
Знает английский, армянский и русский языки. Имеет двоих детей.

## Научная деятельность
Область научных интересов: история и теория религии, феноменология религии, история всеобщей церкви, вопросы реформирования армянской церкви.